# Gdzie jesteś, Bernadette?
Gdzie jesteś, Bernadette? (ang. Where’d You Go, Bernadette) – amerykański komediodramat z 2019 roku w reżyserii Richarda Linklatera, powstały na podstawie powieści Gdzie jesteś, Bernadette? z 2012 roku autorstwa Marii Semple. Wyprodukowany przez wytwórnię United Artists Releasing.

## Fabuła
Film opisuje historię Bernadette Fox (Cate Blanchett), która razem z mężem Elgiem (Billy Crudup) wychowuje nastoletnią Bee. Kobieta jest wybitną architektką, która poświęciła karierę dla rodziny. Bernadette często popada w konflikty. Okazuje się, że zmaga się z głębokim kryzysem – nie mogąc tworzyć, staje się coraz bardziej szorstka i impulsywna. Pewnego dnia znika. Bee desperacko próbuje ją odnaleźć i podczas tych poszukiwań krok po kroku odkrywa zaskakujące fakty z życia matki.

## Obsada
- Cate Blanchett jako Bernadette Fox
- Billy Crudup jako Elgin Branch
- Emma Nelson jako Bee Branch
- Kristen Wiig jako Audrey Griffin
- James Urbaniak jako Marcus Strang
- Judy Greer jako doktor Kurtz
- Troian Bellisario jako Becky
- Zoë Chao jako Soo-Lin Lee-Segal
- Laurence Fishburne jako Paul Jellinek
- Claudia Doumit jako Iris
- Steve Zahn jako David Walker
- Megan Mullally jako Judy Toll

## Odbiór

### Krytyka
Film Gdzie jesteś, Bernadette? spotkał się z mieszaną reakcją krytyków. W serwisie Rotten Tomatoes 49% ze 188 recenzji filmu jest pozytywne (średnia ocen wyniosła 5,8 na 10). Na portalu Metacritic średnia ocen z 39 recenzji wyniosła 51 punktów na 100.